# Ambulyx tenimberi
Ambulyx tenimberi là một loài bướm đêm thuộc họ Sphingidae. Nó được tìm thấy ở Sulawesi.